# Ceephax Acid Crew (album)
Pour l'auteur, voir Ceephax Acid Crew.
 (juin 2017).
Si vous disposez d'ouvrages ou d'articles de référence ou si vous connaissez des sites web de qualité traitant du thème abordé ici, merci de compléter l'article en donnant les références utiles à sa vérifiabilité et en les liant à la section « Notes et références ».
Albums de Ceephax Acid Crew
Exidy Tours
(2003) Funbox
(2006)
Ceephax Acid Crew est un album éponyme du musicien et producteur de musique électronique britannique Andy Jenkinson, connu sous son nom de scène Ceephax Acid Crew, sorti en 2003.
Ce double-CD compile, sur le premier disque, les deux vinyle EP de novembre 2003, Ceephax Acid Crew Part 1 et Ceephax Acid Crew Part 2, à l'exception des 2 titres Milk Tray et Acid Vaccination. Il est, cependant, ajouté le titre Mashmellow, issu de Acid Legacy EP (2003).
Le disque 2 regroupe, dans leur intégralité, les morceaux (pour la plupart dans des versions longues) des deux EP de 1998 Radiotin EP et Bainted Smile EP.

## Liste des titres
Toutes les chansons sont écrites et composées par Andy Jenkinson.
| 1.  | Camelot Pollution                   | Part 1 (A2)    | 2:39 |
| 2.  | Swab Funk                           | Part 2 (B2)    | 6:01 |
| 3.  | The Snake Block (Ice Rink Emotions) | Part 1 (B1)    | 7:19 |
| 4.  | Acid Faust                          | Part 2 (A3)    | 1:53 |
| 5.  | Marshmellow                         | Acid Legacy EP | 3:14 |
| 6.  | Acid Le Soken                       | Part 1 (A1)    | 8:31 |
| 7.  | Play Your Cards Right               | Part 1 (B3)    | 2:13 |
| 8.  | Culteddy                            | Part 1 (A3)    | 3:21 |
| 9.  | Friday Film Special Acid            | Part 2 (A2)    | 4:22 |
| 10. | Fantastic Planet                    | Part 2 (A1)    | 7:05 |
| 11. | Credick                             | Part 2 (B3)    | 4:05 |

| 1.  | Ceephax Acid                  | Bainted Smile EP | 5:53  |
| 2.  | Ghost Train (Long version)    | Bainted Smile EP | 3:16  |
| 3.  | Acid on Sea                   | Radiotin EP      | 4:10  |
| 4.  | Arterial Acid, Part I         | Radiotin EP      | 2:40  |
| 5.  | Arterial Acid, Part II        | Radiotin EP      | 2:22  |
| 6.  | Theme for Radiotin            | Radiotin EP      | 0:42  |
| 7.  | Arterial Acid, Part III       | Radiotin EP      | 2:24  |
| 8.  | Arterial Acid, Part IV        | Bainted Smile EP | 2:21  |
| 9.  | Vax Alley                     | Bainted Smile EP | 2:27  |
| 10. | Space Paranoia (Long version) | Radiotin EP      | 4:17  |
| 11. | Dennis Weaver Acid            | Bainted Smile EP | 5:07  |
| 12. | Static (Long version)         | Bainted Smile EP | 4:20  |
| 13. | 3 Note Safari                 | Radiotin EP      | 2:26  |
| 14. | Flogan's Code, Part II        | Radiotin EP      | 10:06 |
|     | Ending                        | Radiotin EP      | 0:10  |